# Царевдар
Царевдар је насељено место у саставу града Крижеваца у Копривничко-крижевачкој жупанији, Република Хрватска.

## Историја
До територијалне реорганизације у Хрватској налазио се у саставу бивше велике општине Крижевци.

## Становништво
На попису становништва 2011. године, Царевдар је имао 438 становника.

## Попис1991.
На попису становништва 1991. године, насељено место Царевдар је имало 556 становника, следећег националног састава:
| Попис 1991.‍  | Попис 1991.‍  | Попис 1991.‍ | Попис 1991.‍ | Попис 1991.‍ |
| ------------ | ------------ | ----------- | ----------- | ----------- |
|              |              |             |             |             |
| Хрвати       | Хрвати       |             | 545         | 98,02%      |
| Југословени  | Југословени  |             | 2           | 0,35%       |
| Мађари       | Мађари       |             | 1           | 0,17%       |
| Срби         | Срби         |             | 1           | 0,17%       |
| неопредељени | неопредељени |             | 4           | 0,71%       |
| непознато    | непознато    |             | 3           | 0,53%       |
| укупно: 556  |              |             |             |             |